# Frederik Børsting
Frederik Børsting, né le 13 février 1995 à Klarup (en) au Danemark est un footballeur danois. Il évolue au poste d'ailier droit au Aalborg BK.

## Biographie

### En club
Lors de la saison 2015-2016, il inscrit deux buts au sein du championnat danois.
Alors qu'il était prévu que Frederik Børsting quitte l'Aalborg BK pour le SK Brann à l'été 2022, le joueur s'engage finalement avec le club norvégien dès le mois de mars 2022.
Le 29 janvier 2024, Frederik Børsting rejoint le Vendsyssel FF. Il signe un contrat courant jusqu'en juin 2026.
Il marque son premier but pour le club le 24 août 2024, en ouvrant le score de la tête face à l'AC Horsens, en championnat. Les deux équipes se neutralisent ce jour-là (1-1 score final).

### En sélection
Frederik Børsting représente l'équipe du Danemark des moins de 19 ans, pour un total de quatre matchs joués et un but marqué.
Il participe aux Jeux olympiques d'été de 2016 organisés au Brésil.